# Brigitta Szuperák
Brigitta Szuperák (maďarsky Szuperák Brigitta, ukrajinsky Бриґітти Суперак; * 6. srpna 1980, Užhorod) je maďarská ekonomka, pedagožka a menšinová aktivistka ukrajinské národnosti. Mezi lety 2018 a 2022 byla v pořadí druhou ukrajinskou menšinovou přímluvčí v maďarském Zemském sněmu.

## Biografie
Narodila se v roce 1980 v Užhorodu v tehjdejší Ukrajinské sovětské socialistické republice v Sovětském svazu.
Nejprve získala pedagogický diplom na pedagogickém institutu v Mukačevu, poté pokračovala ve studiu na Vasyl Stefanyk Precarpathian National University ve městě Ivano-Frankivsk. Posléze absolvovala studium na vysoké škole v maďarské Nyíregyháze (Nyíregyházi Főiskola, dnes Nyíregyházi Egyetem), kde získala svůj v pořadí třetí diplom v oboru ekonomie.
V letech 2006 a 2007 pracovala pro Nyíregyházi Városüzemeltetési Kft. Následně působila jako projektová menežerka pro Human-Net Alapítvány ve městě Nyíregyháza.
Od roku 2015 působila jako asistentka tehdejší ukrajinské menšinové parlamentní přímluvčí, kterou byla do roku 2018 Jaroszlava Hartyányi.
V parlamentních volbách v roce 2018 byla zvolena v pořadí druhou ukrajinskou menšinovou přímlovčí do maďarského Zemského sněmu. Stala se členkou výboru národnostních menšin a místopředsedkyní podvýboru pro samosprávu, zahraniční věci a rozpočet. V parlamentních volbách roku 2022 ji v této funkci nahradila Liliána Grexa.